# Franziska Maushake
Franziska Maushake [maʊ̯sˈhaːkə] (* 24. Januar 1985 in Ost-Berlin) ist eine deutsche Radio- und Fernsehmoderatorin beim Rundfunk Berlin-Brandenburg (rbb).

## Leben
Franziska Maushake wurde in Berlin geboren und wuchs seit ihrem neunten Lebensjahr in Regenmantel im Landkreis Märkisch-Oderland auf. Nach dem Abitur zog sie nach Stuttgart und begann dort eine Ausbildung zur Kinderkrankenschwester. Danach arbeitete sie eine Zeit lang in einer Rettungsstelle in Berlin. Im Jahr 2011 begann sie ein Volontariat bei dem Regionalradiosender 99.3 Radio Frankfurt/Oder und später bei 94.5 Radio Cottbus, bevor sie 2014 in das Regionalstudio Ostbrandenburg des Rundfunks Berlin-Brandenburg wechselte.
Seit 2015 moderiert Maushake die Sendung Guten Morgen Brandenburg beim RBB-Sender Antenne Brandenburg. Seit 2019 ist sie parallel dazu im Wechsel mit Tatjana Jury und Marc Langebeck in der TV-Nachrichtensendung Brandenburg aktuell im rbb Fernsehen zu sehen.
Sie lebt in Potsdam.